# 블랙 47
《블랙 47》(영어: Black 47)은 2018년에 개봉한 아일랜드의 드라마 영화이다.

## 캐스팅
주연
- 제임스 프레체빌 : 피니 역
- 휴고 위빙 : 해나 역
- 스티븐 레아 : 코닐리 역
- 프레디 폭스 : 포프 역

조연
- 배리 케오간 : 홉슨 역
- 모 던포드 : 피츠기본 역
- 사라 그린 : 엘리 역
- 짐 브로드벤트 : 킬마이클 역
- 더모트 크로울리 : 볼튼 판사 역
- 안토니아 캠밸-휴즈
- 로렌스 오푸아레인